# Mathilda Tengwall
Johanna Maria Mathilda Tengwall, född 1 juli 1856 i Örebro församling, Örebro län, död 5 januari 1931 i Örebro församling, Örebro län, var en svensk kommunalpolitiker och folkskollärare. 

## Biografi
Tengwall var från 1884 verksam som lärare. Hon blev den första kvinnliga ledamoten av frisinnade föreningen 1908 och strax därpå den första kvinnliga ledamoten av Fattigvårdsstyrelsen. Hon var också ideellt verksam inom föreningen Vita Bandet och Landsföreningen för kvinnans politiska rösträtt. Hon var 1914–1920 ledamot i kommunfullmäktige i Örebro och var den andra kvinnan som valts in efter Hanna Lindberg; under sin tid i kommunfullmäktige var hon också den enda kvinnan där, förutom under år 1916, då Amalia Lundberg en kort tid satt där som ersättare.